# Gieołogiczeskaja
Gieołogiczeskaja (ros. Геологическая) – siódma stacja jedynej linii znajdującego się w Jekaterynburgu systemu metra.

## Charakterystyka
Stacja umiejscowiona jest w rejonie leninowskim, położonym w centrum uralskiej stolicy, na przecięciu dwóch ważnych arterii komunikacyjnych miasta. W jej pobliżu znajdują się m.in. Jekaterynburski Cyrk, Uralski Państwowy Uniwersytet Ekonomiczny, kompleks sportowo-rekreacyjny oraz duże centrum handlowe. Gieologiczeskaja obsługuje dziennie około 24 tysięcy pasażerów. Budowa stacji stanowiła drugi etap rozwoju pierwszej linii Jekaterynburskiego Metra. Tunele w jej kierunku zaczęto drążyć 1996 roku. Inżynierowie nie napotkali większych przeszkód w trakcie prac konstrukcyjnych. Kryzys ekonomiczny jaki wybuchł w Federacji Rosyjskiej w drugiej połowie lat dziewięćdziesiątych ograniczył środki ekonomiczne jakie można było zainwestować w rozbudowę metra, ale nie zablokował budowy stacji. Nazwę stacji nadaje znajdujące się w pobliżu Muzeum Geologiczne oraz Akademia Górnicza.
Stacja została uroczyście otwarta 30 grudnia 2002 roku. Znajduje się ona na głębokości 30 metrów. Zlokalizowana jest przy ulicach 8 Marca i Kujbyszewa, a w przyszłości będzie ona stanowić stację przesiadkową z planowaną trzecią linią systemu podziemnej kolei w Jekaterynburgu. Stacja są ornamentyką i wystrojem nawiązuje, zgodnie z nazwą, do nauk geologicznych, a więc przy pracach wykończeniowych wykorzystano rodzime skały, kamienie oraz minerały, którymi ozdobiono ściany peronów. Dekoracje stacji są uboższe od tych oddanych w czasach sowieckich lub tuż po rozpadzie Związku Radzieckiego. Ma ona oddawać geologiczne i mineralne bogactwa ziemi uralskiej. Na pierwszych planach z czasów sowieckich patronem stacji nadającym jej nazwę miał być Walerian Kujbyszew, ale z tego pomysłu wycofano się. Po opuszczeniu terenu stacji możliwa jest szybka przesiadka do komunikacji autobusowej lub tramwajowej.